# Ctenotus essingtonii
Ctenotus essingtonii là một loài thằn lằn trong họ Scincidae. Loài này được Gray mô tả khoa học đầu tiên năm 1842.